# Pandemia de COVID-19 en Tucumán
El primer caso de la pandemia de COVID-19 en Tucumán se dio a conocer el 19 de marzo de 2020 en el departamento capital. Se trataba de una mujer de 46 años que había visitado varios países de Europa. Desde ese día hasta la actualidad, 26 de enero del año 2021,  se han reportado más de 72 083 casos confirmados en la totalidad de la provincia.

## Cronología

### 2020: Brote inicial, crecimiento exponencial y primera ola
Casos sospechosos
Primeros casos

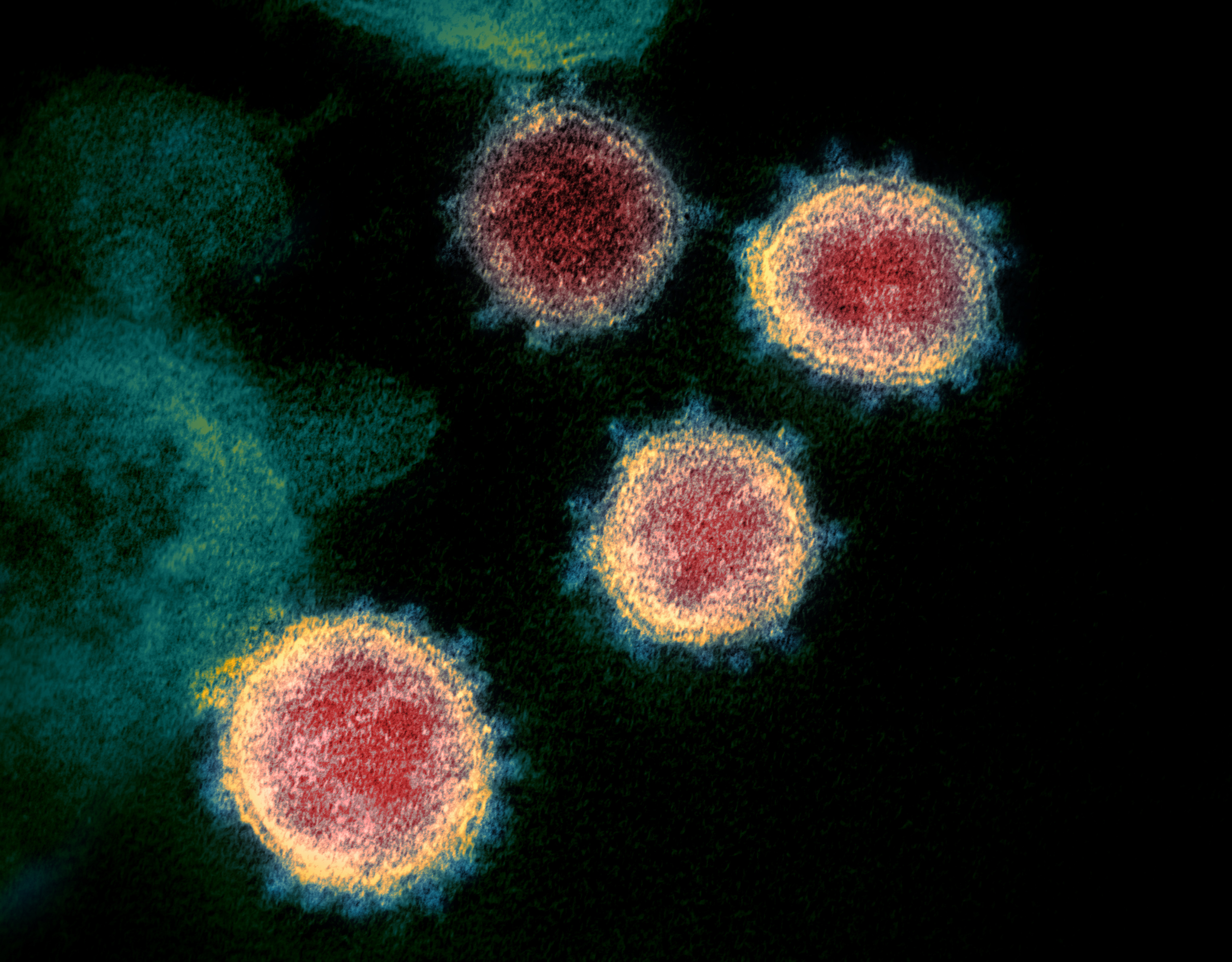
Imagen del SARS-CoV-2 captada a través de un microscopio electrónico de transmisión del Instituto Nacional de Alergias y Enfermedades Infecciosas.

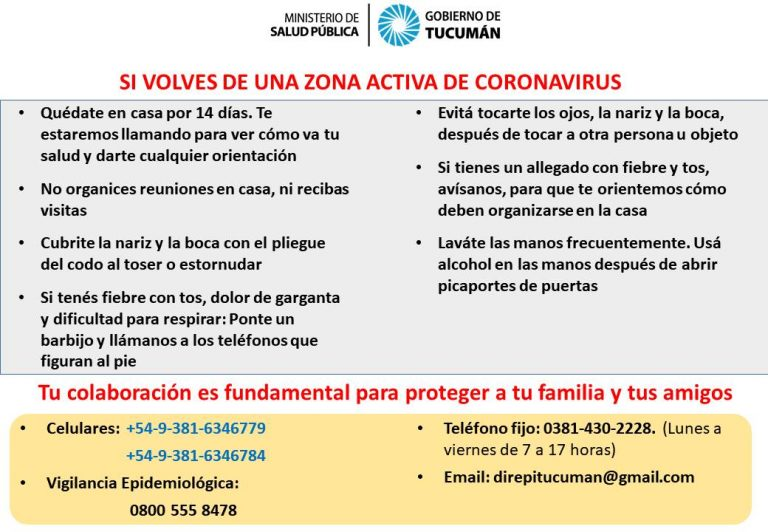
Recomendaciones acerca de la COVID-19 difundida por el gobierno provincial de Tucumán

El día 19 de marzo del año 2020 se confirmó el primer caso de coronavirus en la provincia de Tucumán. Se trataba de una paciente de 46 años con antecedentes de haber viajado a Europa y visitado países de aquel continente. Además, de las 16 muestras que se llevaron a la ciudad de Buenos Aires, 1 arrojó datos positivos, 2 negativos y las demás esperan resultados.
Al otro día, el 20 de marzo, la provincia adhirió al decreto presidencial donde quedaba estipulado el Aislamiento social, preventivo y obligatorio.

## Estadísticas

### Según departamento
| Capital               | 527 150   | 34 748 | 722   |
| Cruz Alta             | 38 108    | 10.556 | 211   |
| Tafí Viejo            | 36 695    | 7 335  | 97    |
| Yerba Buena           | 41 245    | 5 014  | 65    |
| Lules                 | 17 878    | 3 138  | 54    |
| Chicligasta           | 45 989    | 2735   | 64    |
| Leales                | 12 996    | 2 290  | 38    |
| Río Chico             | 29 825    | 1 883  | 30    |
| Monteros              | 22 236    | 1 866  | 41    |
| Famaillá              | 20 762    | 1 386  | 26    |
| Burruyacú             | 1 770     | 949    | 24    |
| Juan Bautista Alberdi | 17 263    | 876    | 13    |
| Tafí del Valle        | 3 300     | 870    | 10    |
| Simoca                | 7 339     | 626    | 10    |
| Trancas               | 3 391     | 390    | 5     |
| La Cocha              | 5 637     | 273    | 2     |
| Graneros              | 2 654     | 202    | 3     |
| Total de la provincia | 1 767 500 | 72 083 | 1 414 |